# Wohnungswirtschaft
Die Wohnungswirtschaft ist der Wirtschaftszweig, der sich mit der Produktion, Finanzierung, Bewirtschaftung und Vermarktung von Wohnraum befasst. Die Wohnungswirtschaft ist ein Zweig der Immobilienwirtschaft.

## Akteure in der Wohnungswirtschaft
Die Akteure in der Wohnungswirtschaft lassen sich in mehrere Gruppen unterteilen:
- Bau, Bewirtschaftung/Verwaltung und Vermarktung von Wohnimmobilien im Eigenbestand durch Wohnungsunternehmen, darunter auch Wohnungsbaugenossenschaften und Baugruppen, außerdem Bauträger bzw. "Investoren", darunter auch öffentliche wie der Bund, -> "Bundesanstalt für Immobilienaufgaben" (BIMA) oder Bundesländer oder Städte und Kommunen bzw. Gemeinden, z. B. in Form eines "Eigenbetriebs" (siehe auch "Sozialer Wohnungsbau")
- Bau und Eigennutzung von Wohnimmobilien durch private Hauseigentümer (Bauherren)
- Bewirtschaftung/Verwaltung von Wohnimmobilien im Fremdbestand durch Haus- und Immobilienverwaltungen
- Vermarktung von Wohnimmobilien im Fremdbestand durch Wohnungsmakler

### Wohnungsunternehmen
Wohnungsunternehmen bewirtschaften und verwalten eigene Wohnungsbestände. Die Größe von Wohnungsunternehmen wird in erster Linie als Anzahl verwalteter Wohnungen (WE = Wohneinheiten) angegeben. Typische Wohnungsunternehmen verwalten Bestände in der Größenordnung von mehreren Tausend WE, große Unternehmen von mehreren Zehntausend WE. Die primäre Geschäftstätigkeit ist die Verwaltung von Mietwohnungen, die Umsatzerlöse sind daher zum überwiegenden Teil Mieterlöse (Sollmiete und Betriebskosten). Daneben werden Wohnungen in Form von Wohneigentum verkauft.
Es wird zwar von Wohneinheiten gesprochen, gemeint sind damit auch verwaltete Einheiten wie z. B. Stellplätze, Garagen, Kellerräume, Werbeflächen etc. Kurzum alles was vermietet werden kann und immobil ist.

### Hausverwaltungen
Hausverwaltungen bewirtschaften und verwalten die Wohnungsbestände Dritter. Man spricht hier auch von Fremdverwaltung oder treuhänderischer Wohnungsverwaltung. Die verwalteten Wohnimmobilien sind entweder Mietwohnungen (meist in Häusern privater Eigentümer) oder Eigentumswohnungen. Hausverwaltungen sind also Verwaltungs-Dienstleister für Eigentümer. Ihre Umsatzerlöse erzielen sie aus Gebühren für ihre Verwaltungstätigkeit (Verwaltergebühr).

### Private Hauseigentümer
Private Hauseigentümer, die ihre Wohnimmobilien für den eigenen Bedarf nutzen, treten in der Wohnungswirtschaft unternehmerisch nur in Erscheinung, wenn sie als Bauherren Wohnungsbau betreiben.

## Verbände der Wohnungswirtschaft
Wohnungsunternehmen und Hausverwaltungen sind in verschiedenen Interessenverbänden organisiert. Die wichtigsten Verbände auf Bundesebene sind:
- GdW Bundesverband deutscher Wohnungs- und Immobilienunternehmen e. V.
- Bundesvereinigung der Landesentwicklungsgesellschaften e. V.
- KSD Katholischer Siedlungsdienst e. V. – Bundesverband für Wohnungswesen und Städtebau
- Bundesverband freier Immobilien- und Wohnungsunternehmen e. V. (BFW)
- Bundesverein zur Förderung des Genossenschaftsgedankens e. V.
- Dachverband Deutscher Immobilienverwalter e. V.
- Haus & Grund – Zentralverband der Deutschen Haus-, Wohnungs- und Grundeigentümer e. V.
- Immobilienverband Deutschland IVD Bundesverband der Immobilienberater, Makler, Verwalter und Sachverständigen e. V.
- Verband Privater Bauherren e. V.
- FIABCI Fédération Internationale de L'Immoblier FIABCI Deutsche Delegation e. V.